# 485.
◄ | 4. stoljeće | 5. stoljeće | 6. stoljeće | ►
◄ | 450-ih | 460-ih | 470-ih | 480-ih | 490-ih | 500-ih | 510-ih | ►
◄◄ | ◄ | 482. | 483. | 484. | 485. | 486. | 487. | 488. | ► | ►►
Astronomija • Književnost • Kršćanstvo • Pravo • Promet

## Smrti
- Proklo, grčki filozof (* 412.)

## Vanjske poveznice
|  | Zajednički poslužitelj ima još gradiva o temi 485. |